# Larry Sweeney
Alexander K. Whybrow (18 de fevereiro de 1981 - 11 de abril de 2011) foi um lutador de luta livre americano conhecido como Larry Sweeney. Ele estreou primeiramente em circuitos independentes americanos, competiu também no Canadá, México Japão e na Europa.
Larry faleceu na manhã do dia 11 de abril de 2011 aos 30 anos de idade após cometer suicidio em uma escola em  Lake Charles, Louisiana   